# Yu Horiuchi
Yu Horiuchi –en japonés: 堀内優, Horiuchi Yu– (23 de diciembre de 1990) es una deportista japonesa que compitió en lucha libre. Ganó una medalla de plata en el Campeonato Mundial de Lucha de 2010, en la categoría de 51 kg.

## Palmarés internacional
| Campeonato Mundial | Campeonato Mundial | Campeonato Mundial | Campeonato Mundial |
| Año                | Lugar              | Medalla            | Categoría          |
| ------------------ | ------------------ | ------------------ | ------------------ |
| 2010               | Moscú (Rusia)      | Medalla de plata   | 51 kg              |